# Amara anthobia
Amara anthobia é uma espécie de insetos coleópteros pertencente à família Carabidae.
A autoridade científica da espécie é A. Villa & G.B. Villa, tendo sido descrita no ano de 1833.
Trata-se de uma espécie presente no território português.